# آبایا
آباجا، بخش ساره (به لاتین: Abaja, Saare County) یک روستا در استونی است که در دهستان کیهلکونا واقع شده‌است.